# Albert Statz

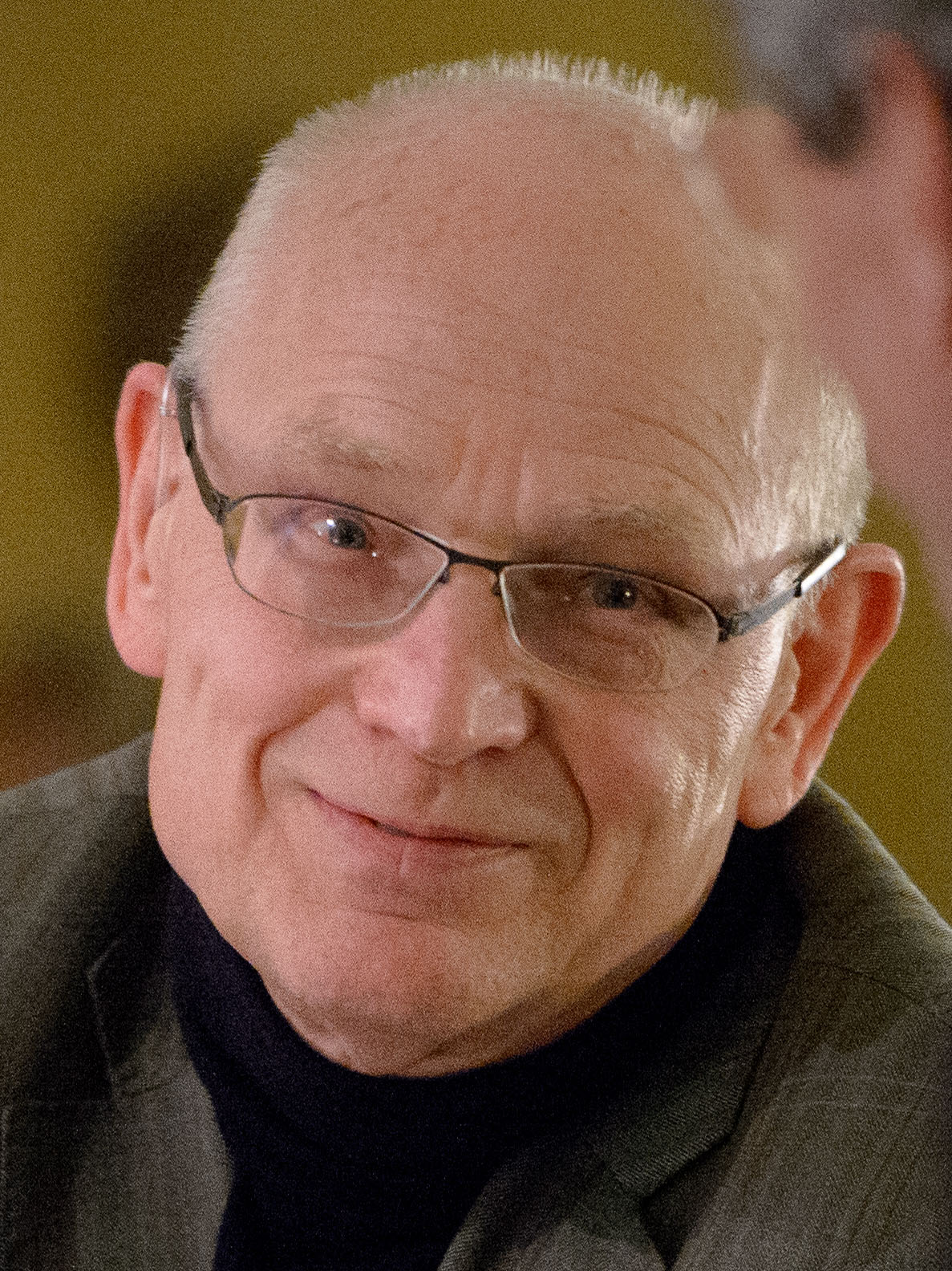
Albert Statz, 2015

Albert Statz (* 1. Mai 1946 in Hilden) ist ein deutscher Politologe, Verwaltungsbeamter und war 1989–1990 zwei Jahre Mitglied des Abgeordnetenhauses von Berlin.

## Leben
Statz studierte Politikwissenschaft und Soziologie in Berlin und Marburg. Er promovierte im Jahr 1979 an der Universität Marburg mit einer Arbeit über „Grundelemente einer politökonomischen Theorie der westeuropäischen Integration: das Verhältnis von Ökonomie und Politik im internationalen Kapitalismus und der widersprüchliche Charakter der Europäischen Gemeinschaft“.

## Leistungen
Albert Statz war danach Lehrbeauftragter am Fachbereich Politische Wissenschaft an der Freien Universität Berlin mit den Schwerpunkten „Europäische Integration, Friedensforschung und deutsche Außenpolitik“. Zwischen 1991 und 1992 hatte er eine Lehrstuhlvertretung für Sozialwissenschaften an der Hochschule der Künste inne.
Zwischen 1992 und 1995 war er beamteter Referent im Niedersächsischen Ministerium für Bundes- und Europaangelegenheiten. Von 1999 bis 2007 war Statz dann Mitarbeiter im Bundesministerium für Umwelt, Naturschutz und Reaktorsicherheit, wo er zuletzt Leiter des Referates „Grundsatzangelegenheiten des Umweltschutzes und Nachhaltigkeitsstrategien“ war.
Im Juli 2007 ging er in den vorgezogenen Ruhestand.
Danach war er eine Zeitlang „Senior Associate“ am Ecologic Institut sowie in der 4. und 5. Legislaturperiode Mitglied im „Nachhaltigkeitsbeirat des Landes Brandenburg“.

## Politik
Von 1981 bis 1982 war Statz verantwortlich für die Publikationen der „Initiative Sozialistische Politik - Internes Informations- und Diskussionsorgan der ISP-Gruppe Berlin (West)“; dann schloss er sich der Alternativen Liste für Demokratie und Umweltschutz (AL) an. Von 1989 bis 1990 war Statz für die AL Berlin Mitglied des Abgeordnetenhauses von Berlin. Von 1995 bis 1999 war er „Europapolitischer Koordinator der Fraktion Bündnis 90/Die Grünen“ im Deutschen Bundestag.